# Eucyphonia bifurcata
Eucyphonia bifurcata är en insektsart som beskrevs av Albino Morimasa Sakakibara 1968. Eucyphonia bifurcata ingår i släktet Eucyphonia och familjen hornstritar. Inga underarter finns listade i Catalogue of Life.